# یوئسو، شهرستان هاریو
یوئسو (به لاتین: Jõesuu) یک روستا در استونی است که در دهستان یئولاتمه واقع شده‌است.<